# На ивици сећања
На ивици сећања (енгл. On the edge of memory) је роман америчке књижевнице Џенифер Арментраут (енгл. Jennifer L. Armentrout). Српско издање је објавила издавачка кућа Лагуна из Београда 28. децембра 2015. године.

## О ауторки
Џенифер Арментраут је амерички писац и ауторка књига за тинејџере које су међународни бестселери и налазе се на листи Њујорк тајмса. Роман На ивици сећања је номиновала енгл. Young Adult Library Services Association за најбољи роман за тинејџере у 2014. години. Арментраут живи са супругом, њиховим псом, шест алпака, две козе и пет оваца. Почетком 2015. године јој је дијагностикован Retinitis pigmentosa, група ретких генетских поремећаја који укључују распад и смрт ћелија у мрежњачи, што је узроковало губитак вида, између осталих компликација. Због ове дијагнозе, обука људи о различитим степенима слепила је постала њено занимање, уз писање за које се заинтересовала на часовима алгебре, где је већину свог времена проводила пишући кратке приче. Организаторка је годишњих догађаја енгл. ApollyCon и енгл. The Origin Event који обухватају преко стотину најпродаванијих аутора у фикцијама за тинејџере и одрасле и фантастици за одрасле.
Начин њеног писања је паранормалан, жанр научна фантастика, фантазија и савремена романса за тинејџере. Освојила је бројне награде, међу којима су енгл. Reviewers Choice 2013. године, енгл. Editor’s Pick у категорији „Најбољи уредник” 2015. године и енгл. Moerser Jugendbuch Jury 2014—2015. године. Њен роман за тинејџере енгл. Don't Look Back је био 2014. године проглашен за најбољу фикцију од енгл. Young Adult Library Services Association, а роман за одрасле енгл. Till Death је од Амазона и од енгл. Apple Books номинован за књигу месеца. За роман енгл. The Problem with Forever, бестселер за младе, јој је додељена награда РИТА 2017. године. Роман енгл. Storm and Fury је додала Флорида на своју листу за тинејџере 2020—2021. За фантазију енгл. From Blood and Ash јој је додељена награда по избору посетилаца сајта Гудридс 2020.

## О књизи
Књига На ивици сећања прати живот Саманте Џо Франко која се осећа као странац у властитом животу. До ноћи када је нестала са својом најбољом пријатељицом Кеси је имала све, била је популарна међу вршњацима, забављала се са дечком којег је волела и увек је имала довољно новца за све што пожели. Међутим, након губитка памћење реконструише свој пређашњи живот и почиње да схвата како више не жели да га поврати. Сматра да сада има нову шансу да буде боља ћерка, сестра и пријатељица. Када узврати љубав дечка који ју је одувек волео, открива колико може бити срећна, међутим, Кеси и даље нема. Оно што се десило у ноћи њиховог нестанка није закопано дубоко једино у Самантиној подсвести, већ шта се стварно догодило зна још неко који жели да истина остане сакривена. Саманта верује да ће моћи да настави даље једино ако расветли своја замагљена сећања на ту ноћ, али се отвара моћност да је њена амнезија једини разлог због којег је још увек жива.